# Neighbors 2: Sorority Rising
Neighbors 2: Sorority Rising (Buenos Vecinos 2 en Hispanoamérica y Malditos Vecinos 2 en España) es una comedia familiar de 2016, dirigida por Nicholas Stoller y escrita por Stoller, Andrew J. Cohen, Brendan O'Brien, Seth Rogen y Evan Goldberg. Es la secuela de la película de 2014 Neighbors.
Protagonizada por Rogen, Rose Byrne, Zac Efron y Chloe Grace Moretz. Se estrenó el 20 de mayo en Estados Unidos, y el 19 en los otros países.
El sitio Rotten Tomatoes, le dio un porcentaje de aprobación del 62%.

## Reparto
- Seth Rogen como Mac Radner, el esposo de Kelly.
- Rose Byrne como Kelly Radner, la esposa de Mac.
- Zac Efron como Teddy Sanders, expresidente de Delta Psi.
- Chloë Grace Moretz como Shelby, líder y fundadora de Kappa Nu.
- Dave Franco como Pete Regazolli, exvicepresidente de Delta Psi y mejor amigo de Teddy.
- Christopher Mintz-Plasse como Sconnie, exmiembro de Delta Psi.
- Ike Barinholtz como Jimmy Blevins, colega de Mac y mejor amigo.
- Carla Gallo como Paula Faldt, actual esposa de Jim.
- Kiersey Clemons como Beth, miembro y cofundadora de Kappa Nu.
- Beanie Feldstein como Nora, miembro y cofundadora de Kappa Nu.
- Jerrod Carmichael como Garf, exmiembro de Delta Psi.
- Lisa Kudrow como  Carol Gladstone, decana de la universidad.
- Hannibal Buress como Oficial Watkins, policía local.
- John Early como Darren, novio de Pete.
- Selena Gomez como la presidenta de Phi Lambda.
- Kelsey Grammer como el padre de Shelby.
- Brian Huskey como Bill Wazowkowsi, jefe de Mac.
- Clara Mamet como Maranda, miembro de Kappa Nu.
- Nora Lum como Christine, miembro de Kappa Nu.
- Elise y Zoey Vergas como Stella Radner, hija de Mac y Kelly.
- Liz Cackowski como Wendy, agente de bienes raíces de Mac y Kelly.
- Billy Eichner como Oliver Studebaker, agente de bienes raíces de Kappa Nu.
- Abbi Jacobson como Jessica Baiers, mujer que quieren comprar la casa de Mac y Kelly.
- Sam Richardson como Eric Baiers, pareja de Jessica.
- Ciara Bravo como chica de hermandad.
- Cameron Dallas el hombre que ama a Diana Haché.